# Hauteville-Lompnes
Hauteville-Lompnes is een voormalige gemeente in het Franse departement Ain (regio Auvergne-Rhône-Alpes) en telt 3829 inwoners (2014). De oppervlakte bedraagt 50,6 km², de bevolkingsdichtheid is 76 inwoners per km².

## Geschiedenis
De gemeente werd op 1 augustus 1942 gevormd door de fusie van de toenmalige gemeenten Hauteville en Lompnes. Op 1 september 1964 werden de gemeenten Lacoux en Longecombe opgenomen in Hauteville-Lompnes. Op 1 januari 2019 fuseerde de gemeente met Cormaranche-en-Bugey, Hostiaz en Thézillieu tot de commune nouvelle Plateau d'Hauteville.

## Geografie

De vier plaatsen die de gemeenten vormden.

De onderstaande kaart toont de ligging van Hauteville-Lompnes met de belangrijkste infrastructuur en aangrenzende gemeenten.

## Demografie
Onderstaande figuur toont het verloop van het inwoneraantal van Hauteville-Lompnes vanaf 1962. (bron: INSEE-tellingen).
Vanwege een beveiligingsprobleem met de MediaWiki Graph-software is het momenteel niet mogelijk deze grafiek weer te geven. Zodra de software is bijgewerkt zal de grafiek vanzelf weer zichtbaar worden.